# Haloxylon salicornicum
Haloxylon salicornicum (Moq.) Bunge ex Boiss.) – gatunek roślin z rodziny szarłatowatych (Amaranthaceae). Występuje w Afryce Północnej (Algieria, Egipt, Libia, Tunezja) i niektórych rejonach Azji (Arabia Saudyjska, Kuwejt, Afganistan, Iran, Irak, Izrael, Jordania, Liban, Syria, Pakistan, Indie).

## Morfologia
Półkrzew o wysokości 25–60 cm i bardzo rozgałęzionych pędach, dołem drewniejących. Pędy jasne, segmentowane,  liście tak zredukowane że praktycznie jest bezlistny. Kwiaty zebrane w rozproszone na pędach kwiatostany o długości 3–6 cm. Są uzbrojone w kolce. Kwiaty białe lub kremowe, z dwoma jajowatymi przysadkami, w środku dwa słupki i liczne pręciki na przemian z prątniczkami. Owocem jest brązowawy skrzydlak o długości 7–8 mm.

## Biologia i ekologia
Sklerofit przystosowany do klimatu tropikalnego i bardzo suchego. Rośnie na pustyniach i półpustyniach, głównie na podłożu piaszczystym. Zasiedla zarówno trwałe, jak i wędrowne piaski, suche kaniony rzek, zbocza gór. Jest odporny na zasolenie, rośnie w depresjach solankowych. Jest dostosowany także do gleby jałowej, ubogiej w związki azotowe. Posiada bardzo silnie rozbudowany system korzeniowy (zarówno w głąb, jak i wszerz). Kwitnie od września do października.

## Znaczenie
- W ubogich pod względem ilości roślin warunkach pustynnych roślina ta jest jednym z ważniejszych producentów biomasy[6].
- Stanowi pożywienie dla dziko żyjących zwierząt pustynnych, jest też wykorzystywana jako pasza dla zwierząt hodowlanych[6].
- W warunkach głodu stanowi pożywienie dla koczowniczych plemion[6]
- Drewno  jest używane przez Arabów na opał. Spalając się daje mało dymu[6]
- Z popiołu dawniej wytwarzano substrat mydła[7].
- Badacze roślin biblijnych uważają, że może być jedną z roślin rozpatrywanych jako manna wymieniona w Księdze Wyjścia (16,31), wydziela bowiem z pędów słodki płyn, podobny do płynu wydzielanego przez tamaryszki[7].